# Enrico Alvino
Enrico Alvino, né en 1809 à Milan, alors capitale du royaume d'Italie et mort en 1872 à Rome, est un architecte et urbaniste italien, particulièrement actif à Naples au milieu du XIXe siècle.

## Œuvres principales
Parmi ses travaux les plus importants réalisés à Naples, on peut citer :
- Façade de l'Église Santa Maria di Piedigrotta (1853) ;
- Tracé (avec d'autres) du cours Marie-Thérèse, (devenu aujourd'hui le cours Victor-Emmanuel) (de 1852 à 1860, fin des travaux en 1870) ;
- Projet de restauration, dans un style néo-gothique, pour la façade de la cathédrale Notre-Dame-de-l'Assomption de Naples (entre 1877 et 1905) ;
- Restauration de l'hôtel de ville de Naples, 1877) ;
- Aménagement du quartier de Santa Lucia (projet de 1862) réalisé en même temps que celui de la Piazza Vittoria ;
- Colonne de la Victoire, en mémoire des martyrs des révolutions napolitaines de 1799 et de 1848 ;
- Galleria Borbonica : tunnel souterrain à Naples pour le roi Ferdinand II (1855)[1].
- Palazzo Nunziante (1855), dans la rue Domenico Morelli.
- Transformation de l'ancien couvent Saint-Jean-de-Constantinople en Académie des beaux-arts.

Par ailleurs,
- Dôme d'Amalfi ;
- Cathédrale de Cerignola (achevée avec des modifications, par Pisanti).

## Crédit d'auteurs
- (it) Cet article est partiellement ou en totalité issu de l’article de Wikipédia en italien intitulé « Errico Alvino » (voir la liste des auteurs).